# Илени (Брашов)
Илени (рум. Ileni) насеље је у Румунији у округу Брашов у општини Мандра. Oпштина се налази на надморској висини од 470 m.

## Становништво
Према подацима из 2002. године у насељу је живело 725 становника.

### Попис2002.
| Расподела становништва по националности 2002.‍ | Расподела становништва по националности 2002.‍ | Расподела становништва по националности 2002.‍ | Расподела становништва по националности 2002.‍ | Расподела становништва по националности 2002.‍ |
| --------------------------------------------- | --------------------------------------------- | --------------------------------------------- | --------------------------------------------- | --------------------------------------------- |
|                                               |                                               |                                               |                                               |                                               |
| Румуни                                        | Румуни                                        |                                               | 590                                           | 81,5%                                         |
| Роми                                          | Роми                                          |                                               | 126                                           | 17,4%                                         |
| Турци                                         | Турци                                         |                                               | 8                                             | 1,1%                                          |